# Камінський Євген Зіновійович
Євген Зіновійович Камінський (нар. 20 липня 1947, Дрогобич, УРСР) — радянський футболіст та футбольний функціонер.

## Кар'єра гравця
Розпочав кар'єру в клубі «Нафтовик» (Дрогобич). У 1966 році був гравцем друголігового «Шахтаря» (Красний Луч), в складі якого того сезону зіграв 14 матчів.

## Кар'єра тренера
По завершенні ігрової кар'єри розпочав тренерську діяльність. Спочатку тренував дрогобицький «Хімік». Напередодні початку 1982 року був запрошений до «Ниви» (Бережани), з якою здобув путівку до Другої ліги чемпіонату СРСР. У 1983 році тренував «Нафтовик» (Долина), а потім працював на посаді спортивного директора в клубах «Прикарпаття» (Івано-Франківськ) та «Поділля» (Хмельницький). У першій половині сезону 1986 року очолював охтирський «Нафтовик». З літа 1988 по вересень 1989 року тренував кременчуцький «Кремінь». Працював у тренерському штабі Валерія Лобановського, працював у дрогобицькій «Галичині», після чого з 16 грудня 1991 по лютий 1992 року був тренером «Сталі» (Санок) у третій лізі сезону 1991/92 років (працював під ім'ям Єугеніуш Камінський). З 1 листопада 1993 року по червень 1994 року був тренером команди «Окоцимський» у другій лізі сезону 1993/94 років. Поза межами України проживав 12 років, працював у Сполучених Штатах та Польщі. З 2006 року обіймав посаду спортивного директора клубу «Арсенал» (Біла Церква).

## Досягнення

### Як тренера
«Нива» (Бережани)
- Чемпіонат УРСР
  -  Чемпіон (1): 1982

### Відзнаки
- Заслужений тренер України